# Incastonatura invisibile

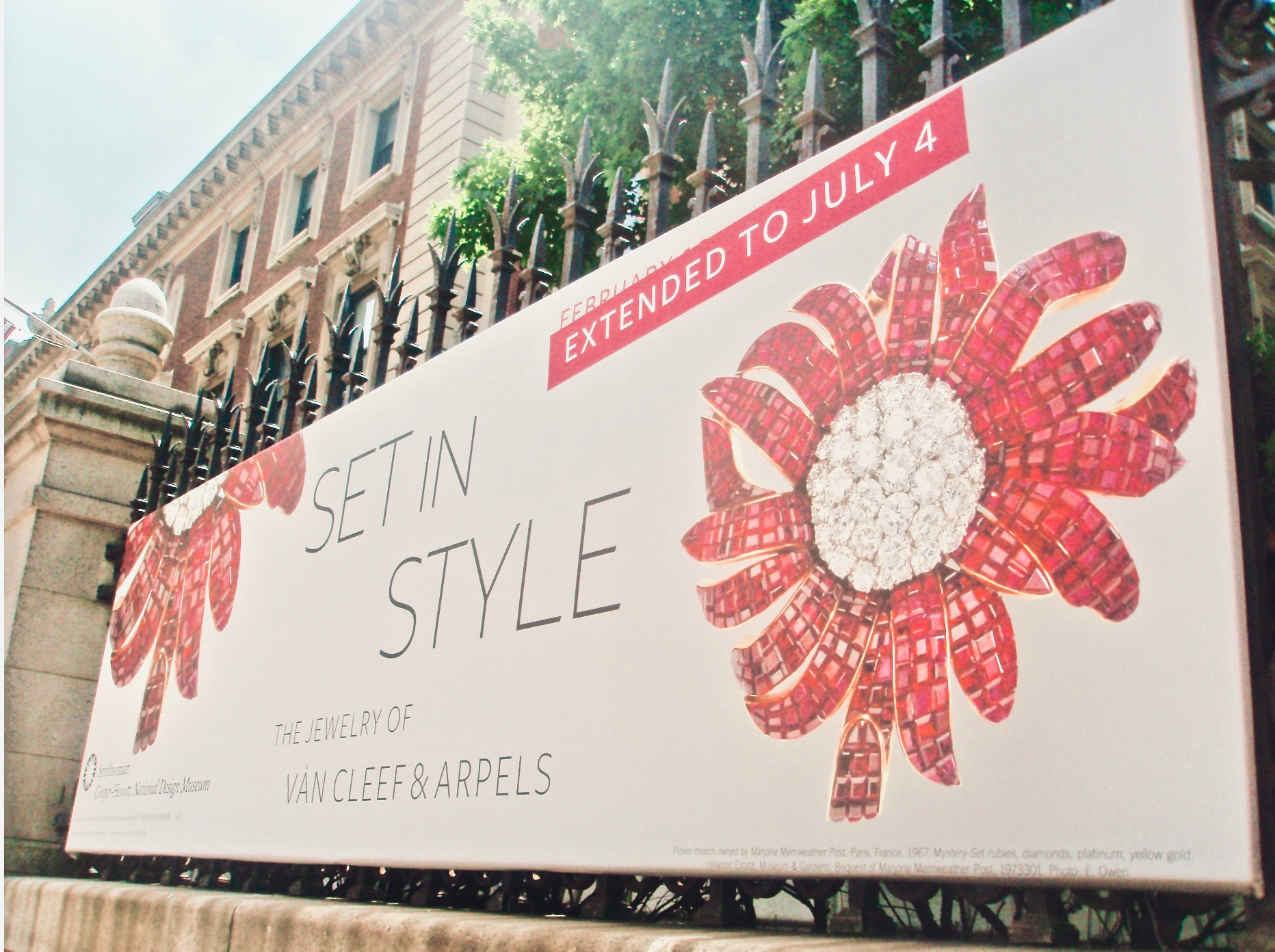
Sul monile del cartellone si apprezza un esempio di incastonatura invisibile

L'Incastonatura invisibile, in lingua francese serti mystérieux (letteralmente incastonatura misteriosa), è una particolare tecnica utilizzata in oreficeria per fissare le pietre preziose sui monili in maniera tale da occultare le strutture metalliche di supporto.

## Storia
Ne 1930 Alfred Langlois, ispirato da un micromosaico del XIX secolo, abbozzò una tecnica per incastonare le pietre nei gioielli senza lasciare spazi tra di esse, formando una superficie continua. I due orafi e gioiellieri francesi Salomon Arpels e Alfred Van Cleef, fondatori della maison Van Cleef & Arpels, elaborarono con Langlois la sua idea e nel 1933 richiesero il brevetto della rivoluzionaria incassatura. Nello stesso anno la maison Cartier brevettò una tecnica per un castone invisibile, il serti invisible appunto, che tuttavia non ebbe sviluppo pratico poiché stilisticamente inappropriato. Nel 1934 Van Cleef & Arpels depositarono il brevetto di quello che sarebbe poi diventato il simbolo di fabbrica delle creazioni orafe della maison: il serti mystérieux, registrato presso il Tribunal de Commerce de la Seine come «dispositivo per montare le pietre preziose» con il brevetto n° 764966.
L'incastonatura invisibile di Van Cleef & Arpels venne inizialmente utilizzata su superfici piane per essere poi successivamente perfezionata fino a trovare nel 1936 pieno utilizzo anche in gioielli tridimensionali nel tipico stile della casa francese.

## Tecnica
L'incastonatura invisibile è considerata una straordinaria invenzione della moderna oreficeria: la tecnica utilizzata prevede che su una sottilissima rete d'oro, i cui fili non superano i due decimi di millimetro di spessore, vengano alloggiate delle pietre sfaccettate accostate le une alle altre tanto da nascondere completamente le maglie metalliche. La lavorazione è così complessa che è appannaggio esclusivo di orafi specializzati che impiegano fino a trecento ore per completare una spilla.

## Caratteristiche
Le pietre prive di sostegni laterali si affiancano le une alle altre, andando a comporre una superficie liscia sulla quale la luce si adagia e scorre senza interruzioni. L'orafo sfrutta questa tecnica per creare superfici riflettenti formate dalle pietre stesse disposte come piastrelle.